# Pléchâtel
Pléchâtel is een gemeente in het Franse departement Ille-et-Vilaine (regio Bretagne). De plaats maakt deel uit van het arrondissement Redon. Pléchâtel telde op 1 januari 2022 2.796 inwoners.

## Geografie
De oppervlakte van Pléchâtel bedroeg op 1 januari 2022 36,32 vierkante kilometer; de bevolkingsdichtheid was toen 77 inwoners per km².

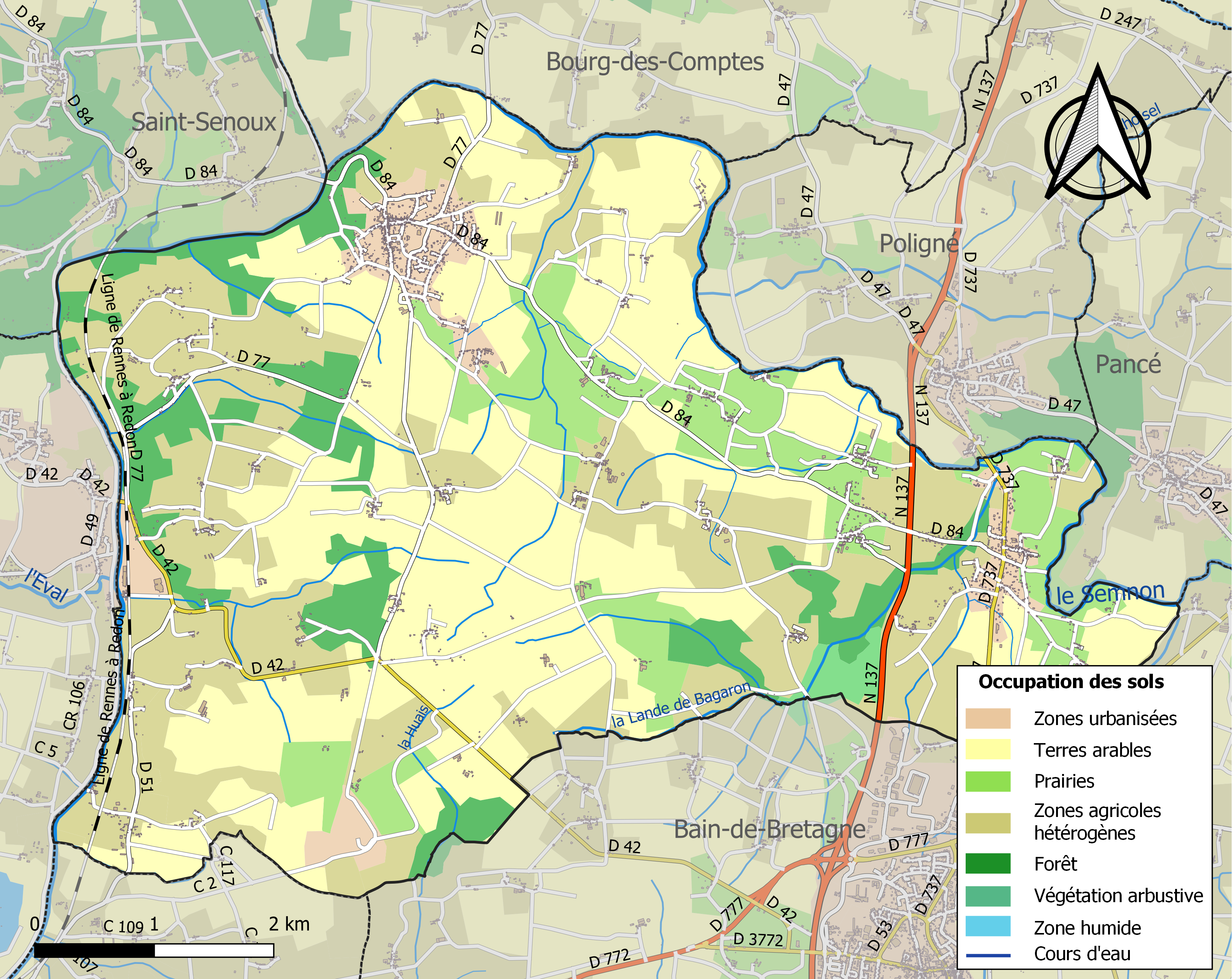
Kaart van de gemeente met belangrijkste infrastructuur, bodemgebruik en omliggende gemeenten

## Verkeer en vervoer
In de gemeente ligt de spoorweghalte Pléchâtel.

## Demografie
Onderstaande figuur toont het verloop van het inwonertal (bron: INSEE-tellingen).